# Percy Williams

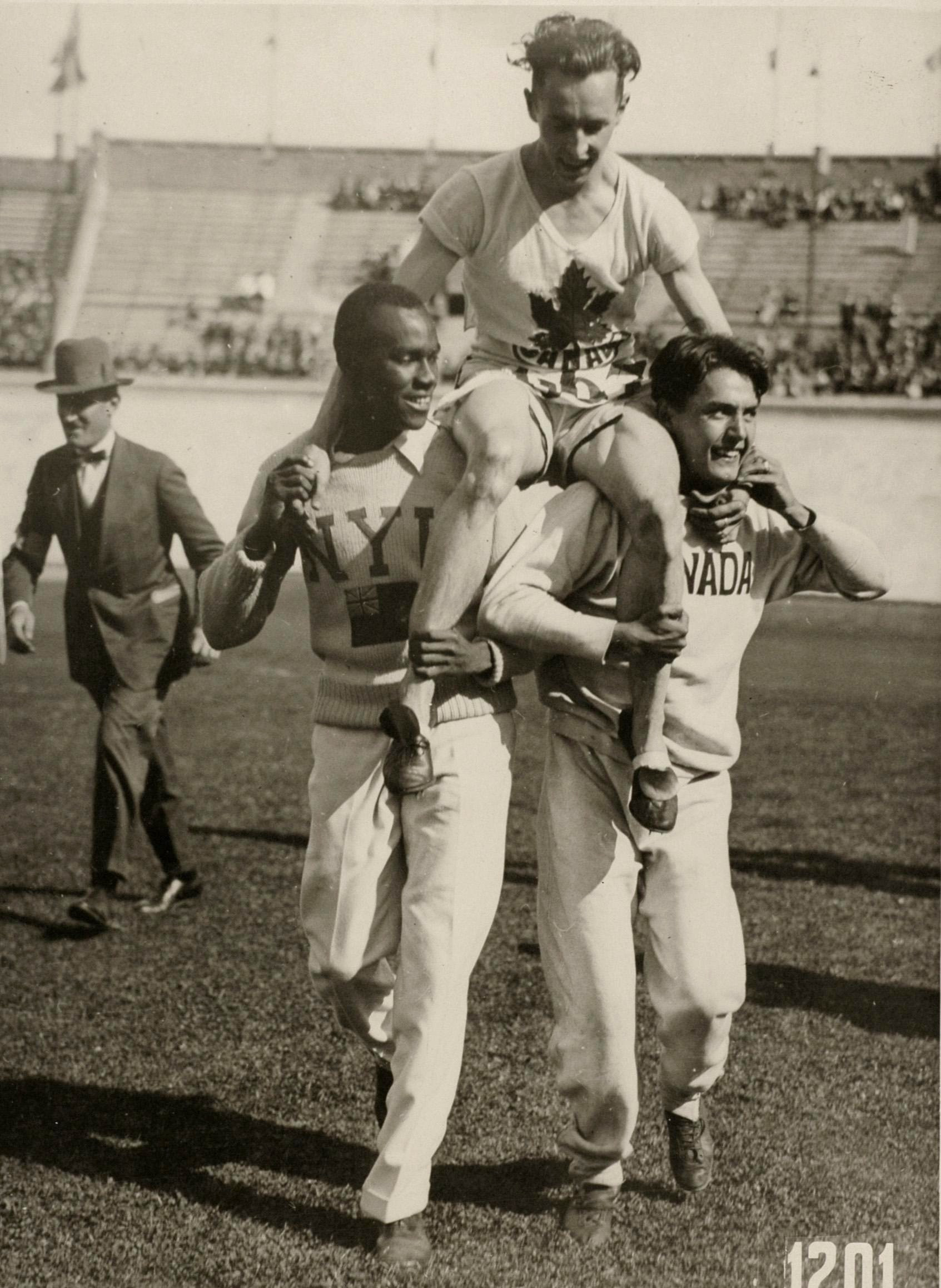
Percy Williams op de schouders, OS 1928 in Amsterdam

Percy Alfred Williams (Vancouver, 19 mei 1908 – aldaar, 29 november 1982) was een Canadese atleet, die gespecialiseerd was in de sprint. Hij nam tweemaal deel aan de Olympische Spelen en veroverde bij die gelegenheden tweemaal goud.

## Biografie

### Vanuit het niets
In 1928 kwalificeerde Williams zich vanuit het niets voor de Olympische Spelen van 1928 in Amsterdam. Op de Spelen nam hij deel aan de 100 m, de 200 m en de 4 × 100 m estafette. Op beide individuele onderdelen won hij een gouden medaille. Op de 100 m finishte hij in 10,8 s voor de Brit Jack London (zilver) en de Duitser Georg Lammers (brons). Die tijd viel trouwens nog enigszins tegen, want eerder had Williams in de kwartfinale het olympisch record van 10,6 geëvenaard. Op de 200 m finishte hij met 21,8 voor de Brit Walter Rangeley (zilver) en de Duitser Helmut Körnig (brons). Op de estafette werd het Canadese team, bestaande uit Ralph Adams, John Fitzpatrick, George Hester en Percy Williams, gediskwalificeerd.

### Warming-up
Williams had veel te danken aan zijn coach Bob Granger, die hem in de zomer van 1926 had ontdekt en nauwgezet begeleid. De geestdrift bij Granger was ook altijd groter dan bij Williams. Tekenend in dit verband was wat de jonge Canadees zei direct nadat hij de finale van de 100 m winnend had afgesloten: 'Wat zal Granger nu blij zijn.'
De coach hield er ook heel merkwaardige ideeën op na. Zo hechtte hij zeer aan het sparen van energie vlak voor belangrijke races. Zelfs van een warming-up wilde hij niets weten. Toen de finalisten voor de 200 m bezig waren met inlopen, lag Williams in de kleedkamer onder een vracht dekens, Grangers manier om zijn atleet op temperatuur te brengen.
Overigens moest de ceremonie protocollaire van de 100 m een dag worden uitgesteld, bij gebrek aan een Canadese vlag. Sinds de Olympische Spelen van 1896 waren de Amerikaanse sprinters immers vrijwel niet te kloppen geweest en dus hadden de organisatoren niet gerekend op een Canadese overwinning.

### Wereldrecord
Twee jaar later liet Percy Williams zien dat zijn olympische medailles geen toevalstreffers waren en won hij in 9,9 een gouden medaille op de 100 yd bij de Gemenebestspelen van 1930 in de Canadese stad Hamilton voor de Engelsman Ernest Page (zilver) en zijn landgenoot Johnny Fitzpatrick (brons). In datzelfde jaar kwam hij bij de Canadese kampioenschappen in Toronto tot 10,3, een verbetering van het negen jaar oude wereldrecord van Charles Paddock met een tiende seconde.
Intussen was men ten zuiden van de Canadese grens bepaald niet blij met de olympische overwinningen van een onbekende Canadees. De Amerikanen waren vastbesloten om aan te tonen, dat de Canadese gouden plakken toevalstreffers waren geweest en zetten daarom een hele serie indoorwedstrijden op. Tot hun verbazing won Percy Williams 19 van de 21 wedstrijden. Een spierscheuring in zijn dij onderbrak zijn succesvolle serie voor een tijdje. Hierna slaagde hij er niet meer in om op zijn oude niveau terug te komen.

### OS 1932
Op de Olympische Spelen van 1932 in Los Angeles werd Williams op de 100 m in de halve finale uitgeschakeld, terwijl hij op de 200 m zelfs de series niet overleefde. Op de 4 × 100 m estafette deed hij het beter. Met zijn teamgenoten James Brown, Harold Wright en Birchall Pearson en Williams als startloper eindigde het Canadese team op een vierde plaats, net buiten de medailles.
Een verrekte dijspier maakte een einde aan de succesvolle carrière van Percy Williams. Na zijn sportcarrière werd hij verzekeringsmakelaar. In 1979 werd hij officier gemaakt in de Orde van Canada. Williams leefde samen met zijn moeder, tot zij in 1980 overleed. Hierna was hij alleen en leed aan artritis. In 1982 pleegde hij zelfmoord.

## Titels
- Olympisch kampioen 100 m - 1928
- Olympisch kampioen 200 m - 1928
- Gemenebestkampioen 100 yd - 1930
- Gemenebestkampioen 4 x 110 yd - 1930
- Canadees kampioen 100 m - 1930

## Persoonlijke records
| Onderdeel | Prestatie | Jaar |
| --------- | --------- | ---- |
| 100 m     | 10,3 s    | 1930 |
| 220 yd    | 21,7 s    | 1929 |

## Palmares

### 100 yd
- 1930:  Gemenebestspelen - 9,9 s

### 100 m
- 1928:  OS - 10,8 s
- 1930:  Can. kamp. - 10,3 s (WR)
- 1932: 4e in ½ fin. OS - 10,91 s (in ¼ fin. 10,7 s)

### 200 m
- 1928:  OS - 21,8 s
- 1932: 3e in serie OS - g.t.

### 4 × 100 m
- 1928: DQ OS
- 1932: 4e OS - 41,3 s

### 4 × 110 yd
- 1930:  Gemenebestspelen - 42,2 s

1896: Thomas Burke ·
1900: Francis Jarvis ·
1904: Archie Hahn ·
1908: Reggie Walker ·
1912: Ralph Craig ·
1920: Charley Paddock ·
1924: Harold Abrahams ·
1928: Percy Williams ·
1932: Eddie Tolan ·
1936: Jesse Owens ·
1948: Harrison Dillard ·
1952: Lindy Remigino ·
1956: Bobby Morrow ·
1960: Armin Hary ·
1964: Bob Hayes ·
1968: Jim Hines ·
1972: Valeri Borzov ·
1976: Hasely Crawford ·
1980: Allan Wells ·
1984: Carl Lewis ·
1988: Carl Lewis ·
1992: Linford Christie ·
1996: Donovan Bailey ·
2000: Maurice Green ·
2004: Justin Gatlin ·
2008: Usain Bolt ·
2012: Usain Bolt ·
2016: Usain Bolt ·
2020: Marcell Jacobs ·
2024: Noah Lyles
1900: John Tewksbury ·
1904: Archie Hahn ·
1908: Bobby Kerr ·
1912: Ralph Craig ·
1920: Allen Woodring ·
1924: Jackson Scholz ·
1928: Percy Williams ·
1932: Eddie Tolan ·
1936: Jesse Owens ·
1948: Mel Patton ·
1952: Andy Stanfield ·
1956: Bobby Morrow ·
1960: Livio Berruti ·
1964: Henry Carr ·
1968: Tommie Smith ·
1972: Valeri Borzov ·
1976: Don Quarrie ·
1980: Pietro Mennea ·
1984: Carl Lewis ·
1988: Joe DeLoach ·
1992: Mike Marsh ·
1996: Michael Johnson ·
2000: Konstantinos Kenteris ·
2004: Shawn Crawford ·
2008: Usain Bolt ·
2012: Usain Bolt ·
2016: Usain Bolt ·
2020: Andre De Grasse ·
2024: Letsile Tebogo
- Gemeinsame Normdatei: 1019718358
- International Standard Name Identifier: 0000 0000 7546 7546
- SNAC: w6061fpm
- Virtual International Authority File: 106110103
- WorldCat: E39PBJbRjqpygpGxhhCkCRgR8C